# Bibliothèque Benny
La Bibliothèque Benny est une bibliothèque de Montréal située dans l’arrondissement de Côte-des-Neiges–Notre-Dame-de-Grâce.

## Description

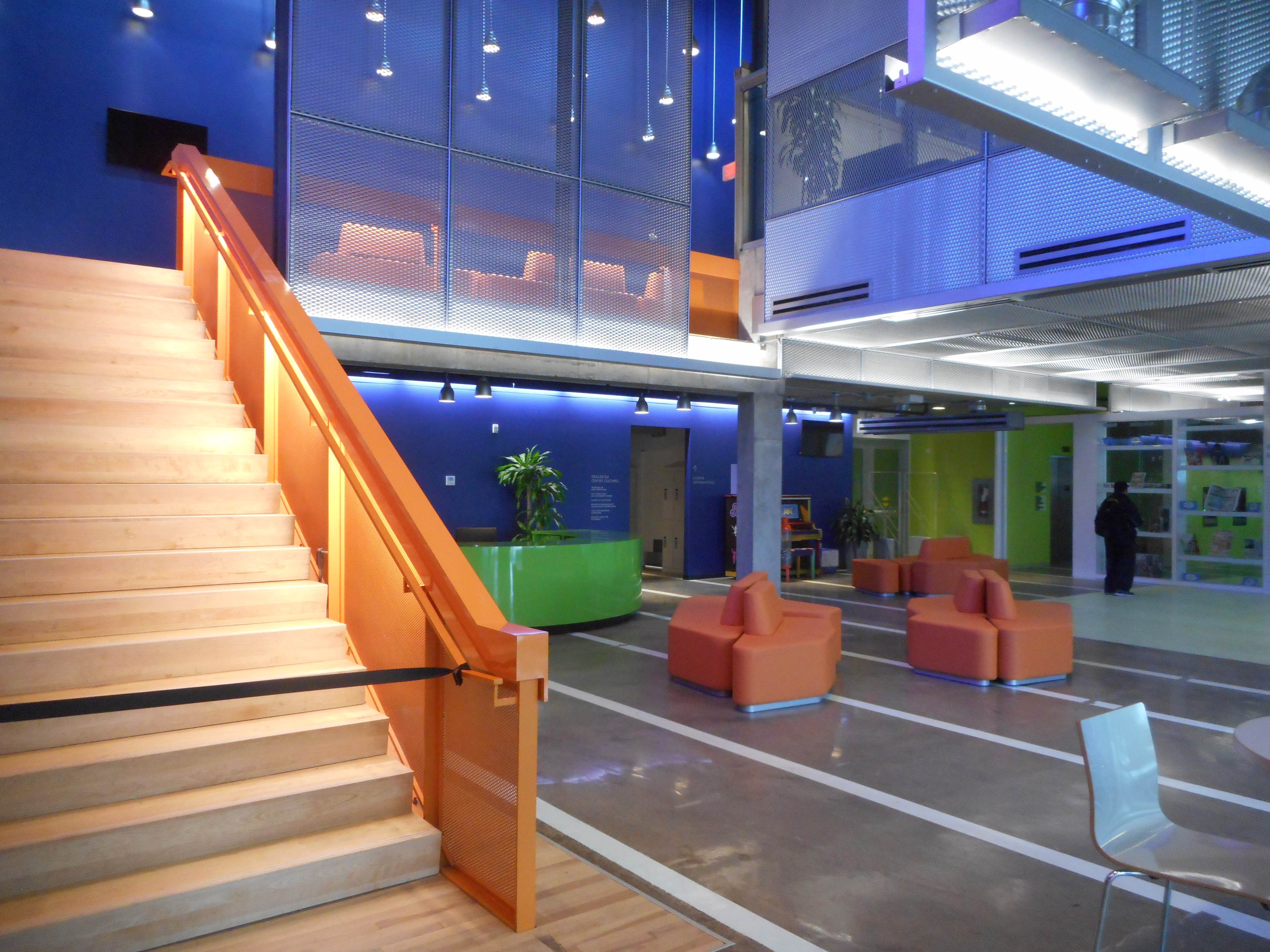
Centre culturel de Notre-Dame-de-Grace

Située dans le Centre culturel de Notre-Dame-de-Grâce, la bibliothèque Benny a ouvert ses portes au public en 2016. Dans sa volonté de servir l’ensemble de la communauté, sa construction a respecté les standards en matière d’aménagement universellement accessible,. 
En plus de sa collection de documents, la bibliothèque met à la disposition des usagers un atelier de fabrication, une terrasse, des jardins et un café. Elle possède diverses technologies telles que le prêt par système à puces électroniques, des bornes de prêts en libre-service, une chute à documents intelligente, des imprimantes 3D, des consoles de jeux vidéo, des télévisions, un système de prêts d’ordinateurs portables et de tablettes iPad (Netspot), un tableau blanc interactif (TBI), etc.

### Collection
La bibliothèque Benny offre une collection de 130 000 documents, dont plus de 40 % en anglais. La collection comprend un grand nombre de livres pour les nouveaux arrivants et sur la santé durable, une orientation prise par l’arrondissement Côte-des-Neiges–Notre-Dame-de-Grâce. Des centaines de jeux vidéo, de films, de journaux, de bandes dessinées, ainsi qu’une importante collection de livres numériques, de CD et de DVD sont accessibles en libre-accès.

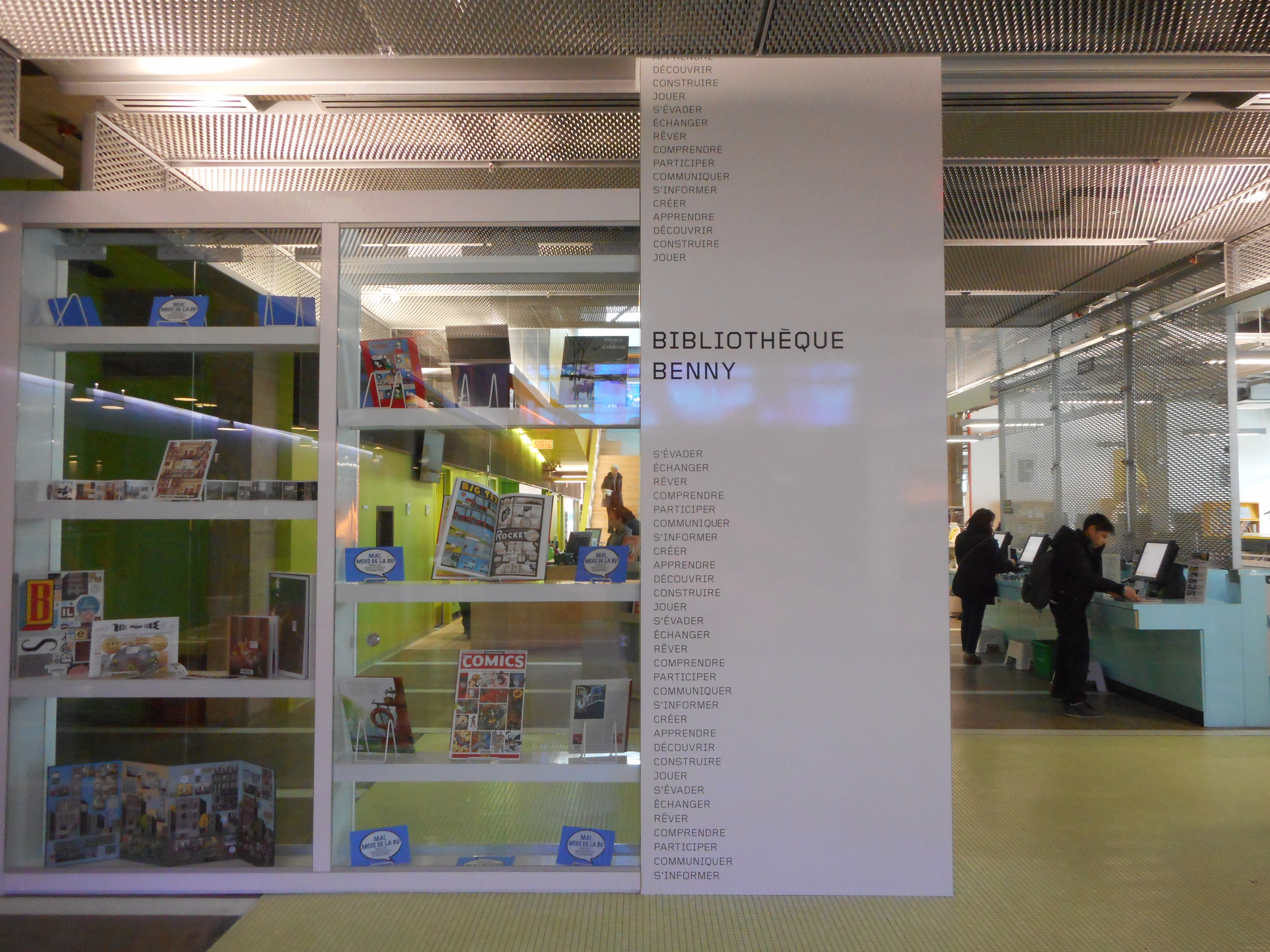
Bibliothèque Benny

Les documents sont répertoriés dans le catalogue Nelligan, qui regroupe l’ensemble des références aux documents des bibliothèques de Montréal. Il permet aux abonnés d’accéder à leur dossier, en plus d’offrir des services personnalisés et des outils pour effectuer certaines transactions à distance, comme le renouvèlement et la réservation de documents. 

### Services
Les principaux services offerts sont le catalogue informatisé, la consultation sur place, le prêt entre bibliothèques (P.E.B.), le prêt et le renouvèlement de documents, le retour universel, la reprographie, les postes bureautiques et Internet, les postes CD-ROM, les cours de langues ainsi que le service de référence et de recherche. 

## Histoire

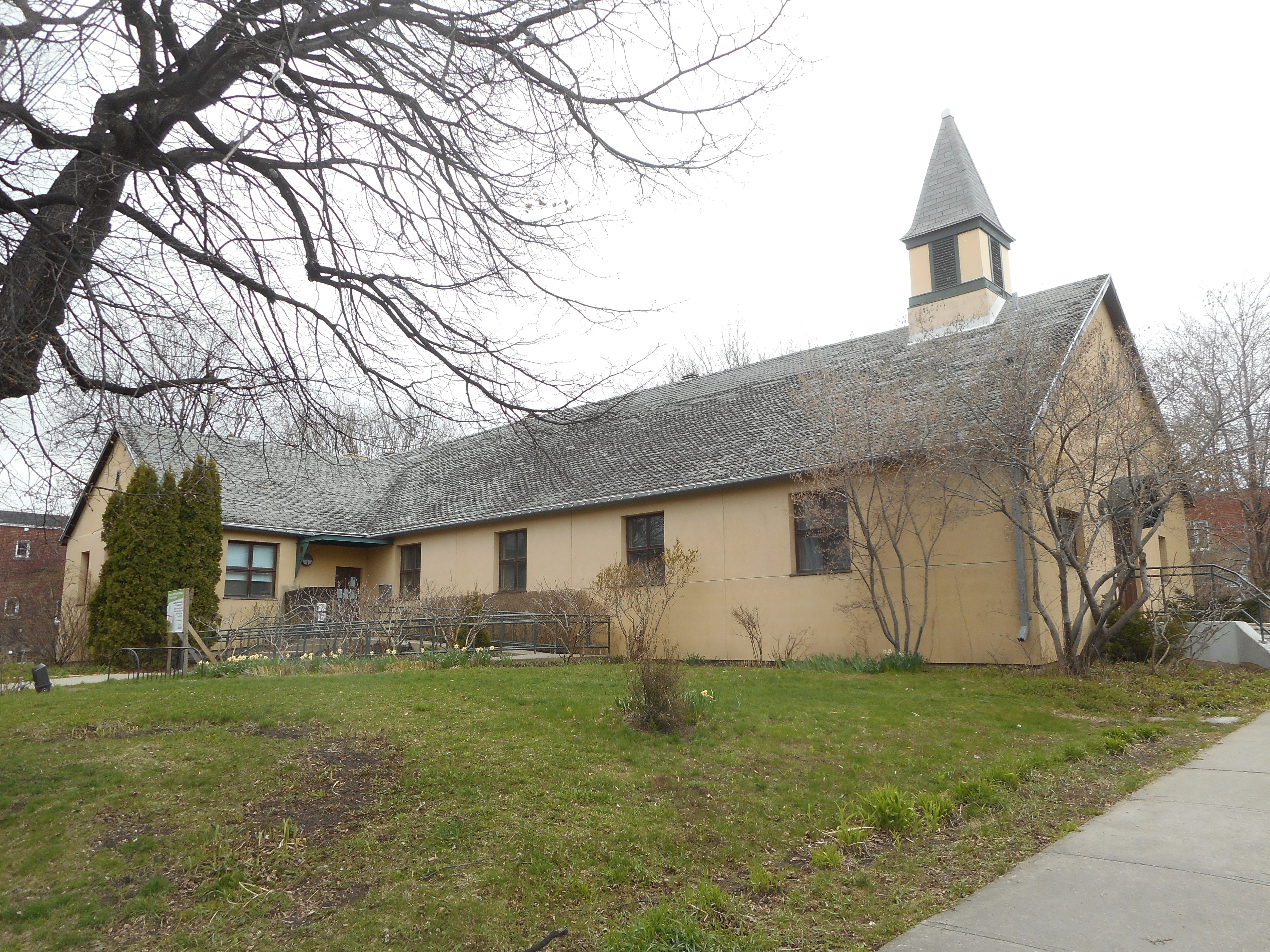
Ancienne bibliothèque Benny

En 1956, la bibliothèque ouvre ses portes dans un édifice qui était à l’origine la chapelle temporaire de la paroisse Sainte-Monica. En 1998, un rajeunissement des installations permet à la bibliothèque de s’ajuster aux normes du bâtiment et de conserver les caractéristiques de la chapelle. Le 6 février 2016, la bibliothèque inaugure ses nouveaux locaux dans le Centre culturel de Notre-Dame-de-Grâce afin d’offrir ses services à tous les citoyens résidant à l’ouest du quartier. Son nom fait référence à sa localisation géographique à l’angle de l’avenue Benny et Monkland à Montréal, ainsi qu’au projet de logements Benny Farm, situé à proximité.
Le projet de réaménagement de la bibliothèque Benny s’inscrit dans un plan d’ensemble de revitalisation du site Benny Farm, ancienne propriété de la Société immobilière du Canada. Les lauréats du concours d’architecture pour le projet sont les firmes Atelier Big City, Fitchten Soiferman & Associés ainsi que L’ŒUF. Le projet reçoit le prix d’excellence du magazine Canadian Architect en 2012. Le lauréat du concours pour l’œuvre d’art public est Hal Ingberg pour Chromazone. Un montant de 108 650 $ est consacré à la réalisation de son œuvre, soit 1 % du cout total de la construction de la bibliothèque, conformément à la Politique d'intégration des arts à l'architecture. L’œuvre de Hal Ingberg est un mur de verre situé dans le hall de la bibliothèque Benny. La paroi colorée offre une vue plongeante sur le foyer du rez-de-chaussée.
En mars 2017, la bibliothèque Benny obtient la certification LEED niveau Argent (Leadership in Energy and Environmental Design), référence internationale pour la construction de bâtiments qui s’inscrit dans le développement durable. La toiture blanche, la gestion écoresponsable des eaux de pluie par l’aménagement d’un jardin de pluie, l’utilisation de matériaux régionaux et certifiés, la borne de recharge électrique dans l’aire de stationnement, les appareils de plomberie économes en eau, le recyclage des déchets de construction et les espaces baignés de lumière naturelle sont quelques-uns des éléments de développement durable mis en place à la bibliothèque Benny.

## Fab lab
Au sein de la bibliothèque, l’atelier de fabrication, le Benny Fab, ouvre ses portes en septembre 2016. Au Québec, il est le premier fab lab en bibliothèque publique. Sa création s’inscrit dans le Plan d’action Montréal, ville intelligente et numérique 2015-2017. Le laboratoire est notamment équipé d’imprimantes et d’un numériseur 3D, d’une découpe de vinyle, d’outils, de plusieurs ordinateurs équipés de logiciels spécialisés ainsi que de matériel de robotique et informatique. Le Benny Fab propose des ateliers dirigés, des accompagnements individuels, des périodes libres supervisées par un professionnel, en plus d’offrir un programme de clubs sur l’électronique, la robotique, les jeux vidéo, l’art numérique et l’impression 3D.